# 大凤山公园
大凤山公园位于广东省佛山市顺德区容桂街道容新居委会大凤山，是一个免费开放的公园。大凤山公园依大凤山而建，大凤山是“容桂十景”之一，以“大凤来仪”命名。公园占地面积66,700平方（100.05亩），园内的牌坊是整个公园的标志性建筑，上刻“大凤来仪”四个大字，两侧柱上刻“卧虎藏龙崛起新城连碧海，翱鹏翥凤腾飞古镇两青山“；牌坊位于海拔51.5米的大凤山山顶，可从正面的“百步级”（约一百级的楼梯）或从旁边的斜路登上山顶。园内也有一个烈士纪念碑。

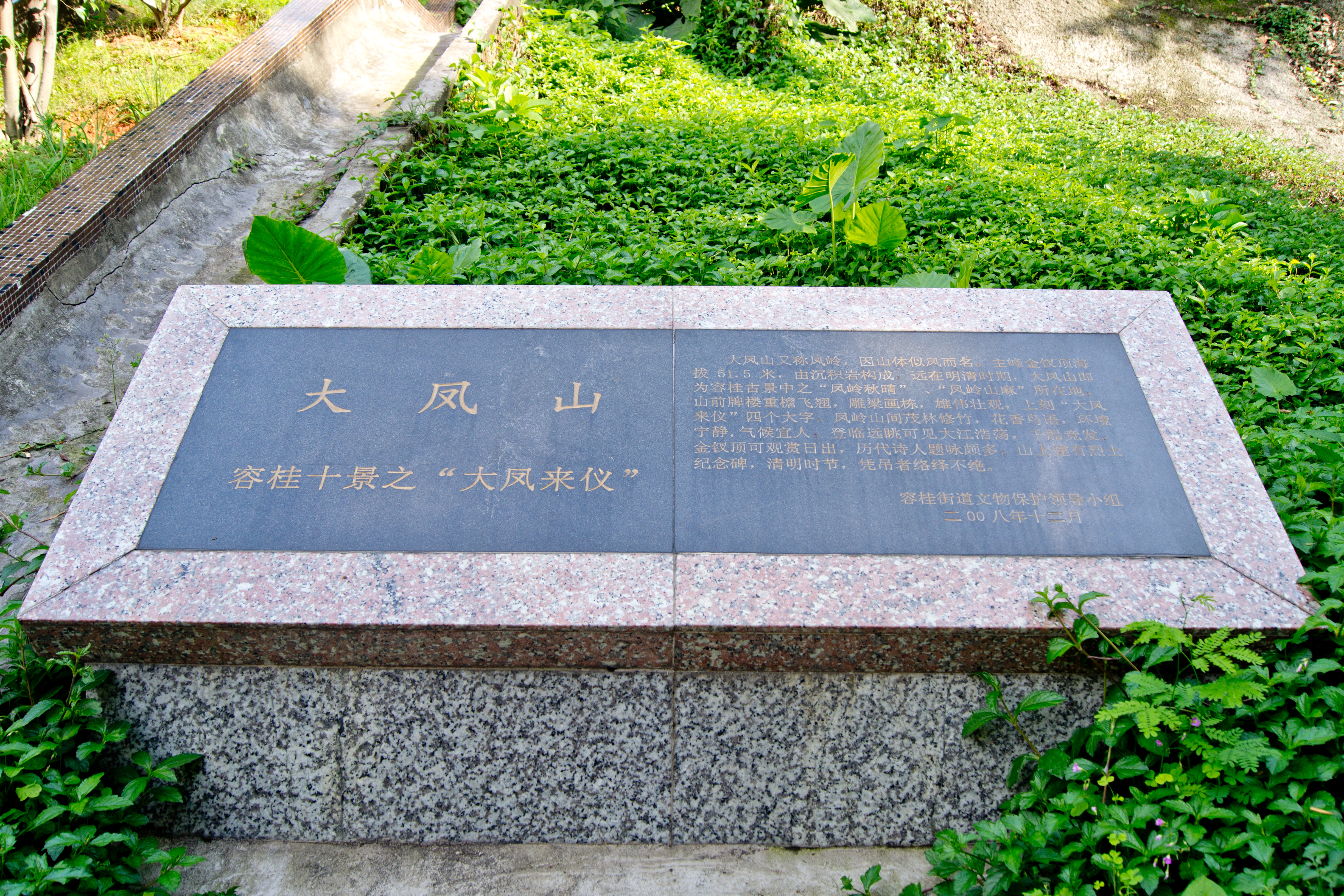
大凤山石碑
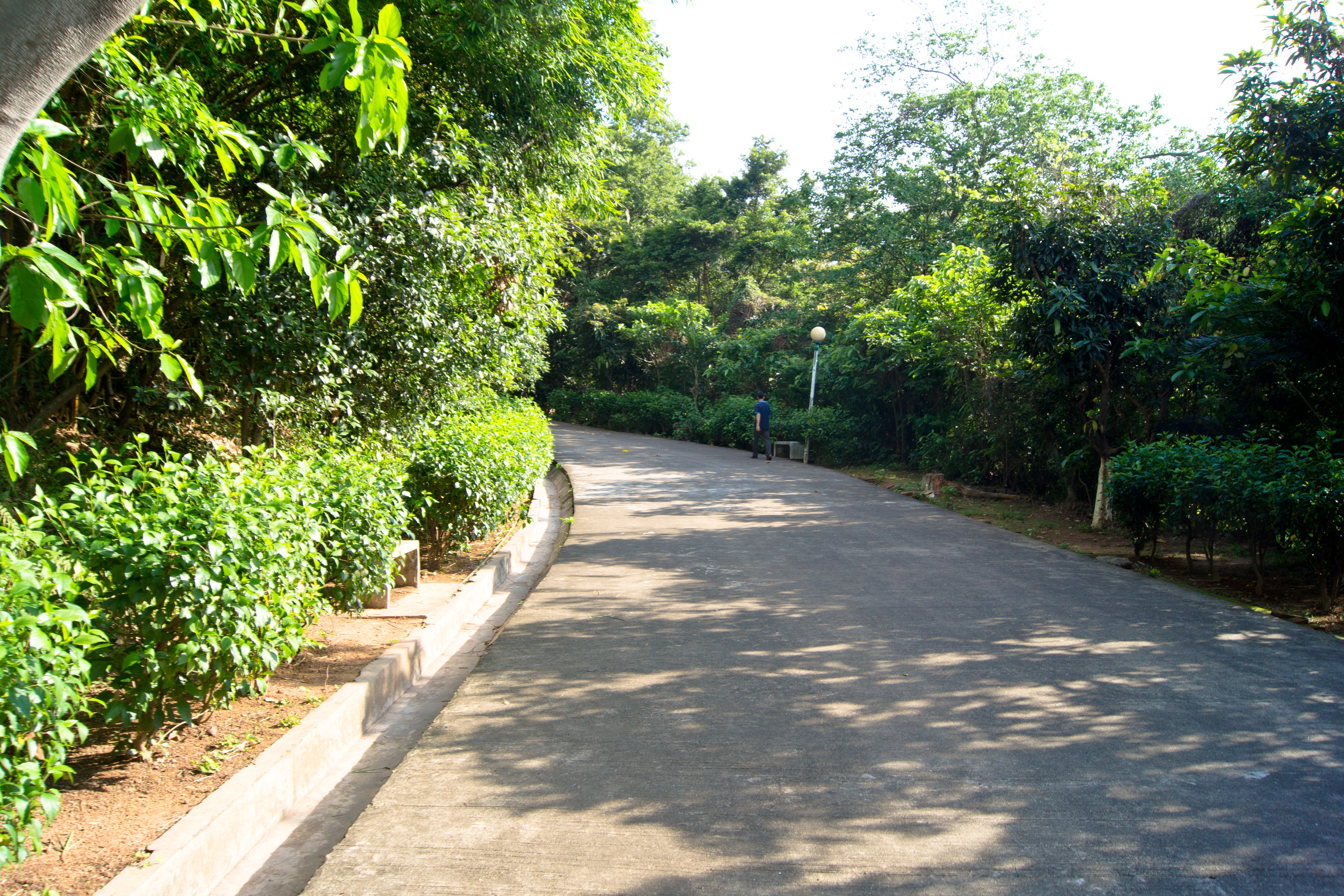
公园内部

## 烈士纪念碑
大凤山公园内有一个烈士纪念碑。正面碑文如下：
容奇镇革命烈士纪念碑志
　　在抗日战争时期、抗美援朝及对越自卫还击战中，我镇革命烈士忠勇坚毅、不屈不挠、抛头颅洒热血，为争取革命的胜利、为保卫社会主义革命和建设而壮烈牺牲。先烈英气磅礴，舍己为民，功勋彪炳，恒同日月，诚乡邦之典范，谨立碑纪念永垂不朽。
中共容奇镇委员会

容桂镇人民政府

一九八九年三月二十八日（二〇〇六年三月重修）

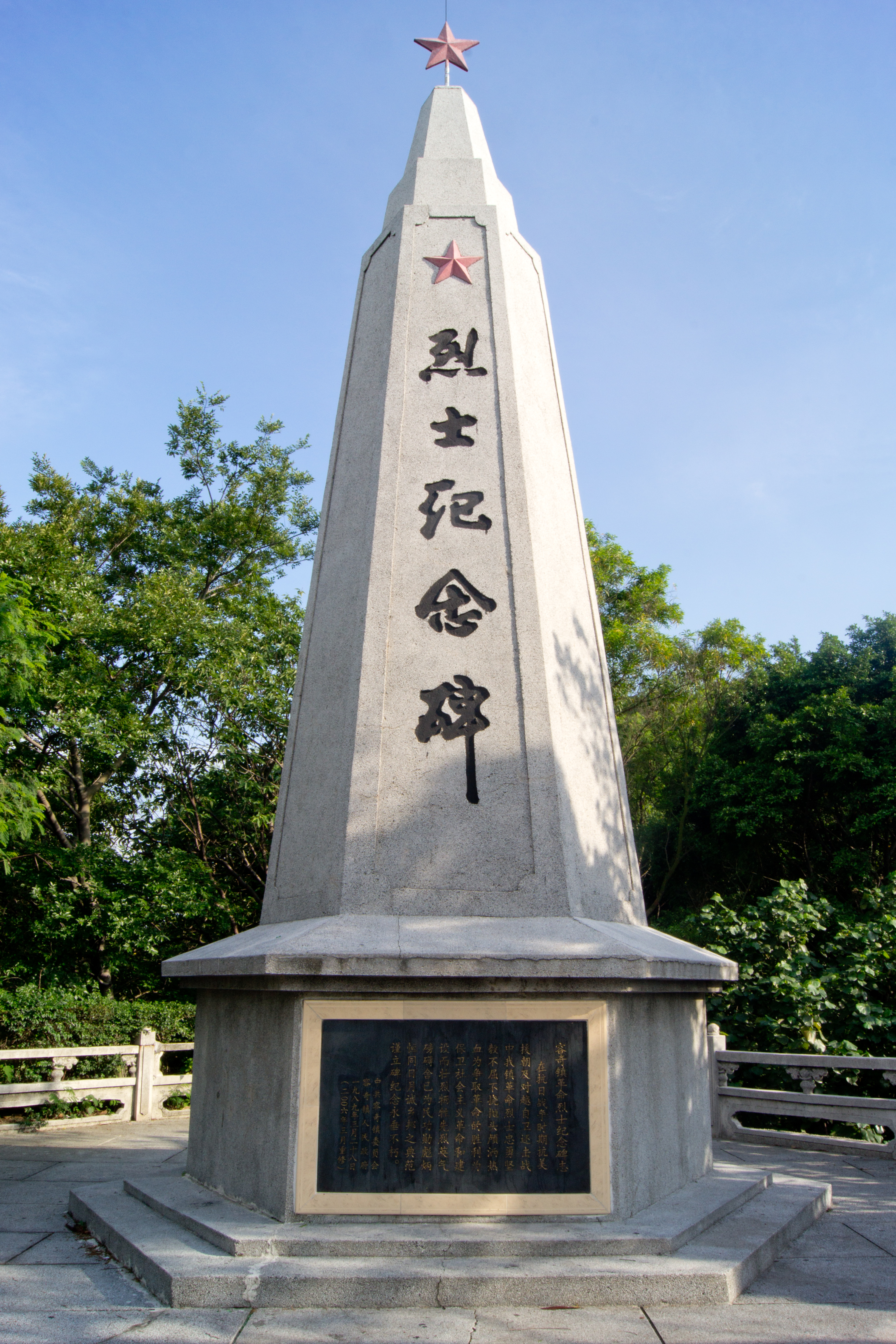
烈士纪念碑